# Кашкалево
Кашкалево (баш. Кәшкәләү) — деревня в Бураевском районе Башкортостана, административный центр Кашкалевского сельсовета.

## Географическое положение
Расстояние до:
- районного центра (Бураево): 24 км,
- ближайшей ж/д станции (Янаул): 92 км.

## Население
| 2002 | 2009 | 2010 |
| ---- | ---- | ---- |
| 323  | ↘288 | ↘271 |

### Национальный состав
Согласно переписи 2002 года, преобладающая национальность — башкиры (100 %).

## Известные уроженцы
- Закиров, Ахмет Закирович (1911—1988) — советский военнослужащий, младший лейтенант, Герой Советского Союза.